# Années 300 av. J.-C.
Les années 300 av. J.-C. couvrent les années de 309 av. J.-C. à 300 av. J.-C.

## Événements

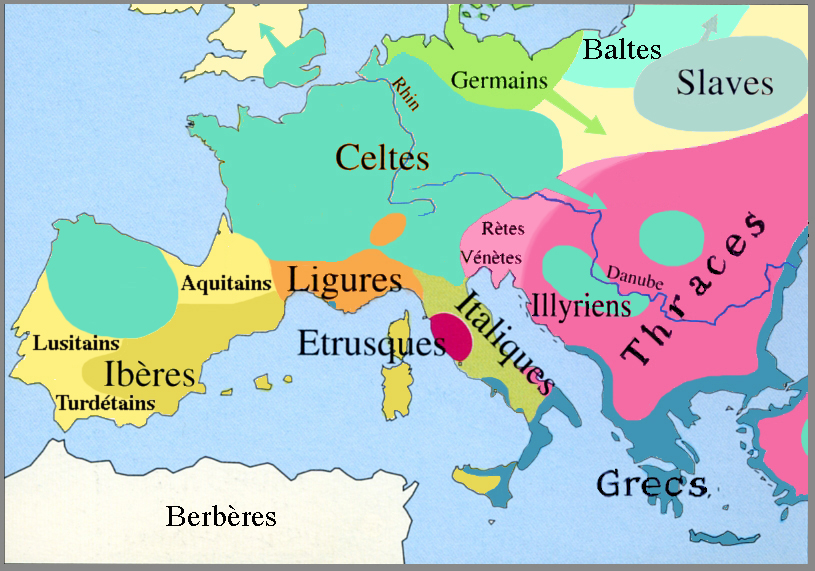
Les peuples d'Europe occidentale vers 300 av. J.-C.

- 311-309 av. J.-C. : la guerre babylonienne oppose Antigone le Borgne à Séleucos, qui victorieux fonde l'Empire séleucide[1].
- 310-307 av. J.-C. : expédition d’Agathocle de Syracuse en Afrique contre Carthage[2].
- 308-301 av. J.-C. : quatrième guerre des diadoques[1].

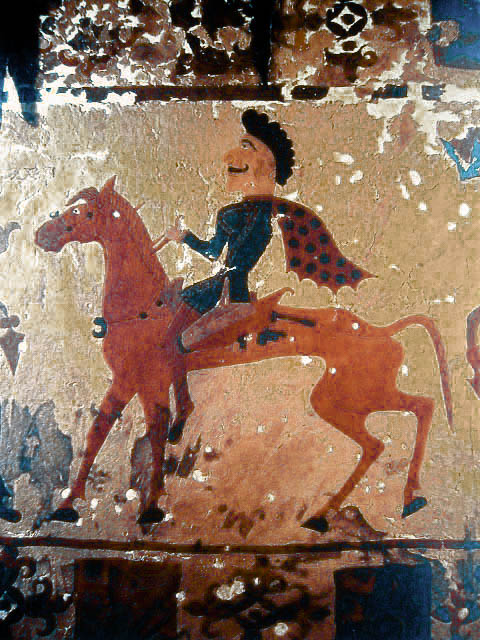
Cavalier scythe, Pazyryk, env. 300 av. J.-C.

- 307 av. J.-C. : le roi de Zhao Wuling crée en 307 av. J.-C. un corps d’archers à cheval à l’imitation des tribus nomades de la boucle des Ordos et de la steppe mongole. La cavalerie et des tactiques des tribus nomades (Scythes) sont introduites dans les États du Nord de la Chine (Qin, Yan et Zhao) à la fin du IVe siècle av. J.-C. Avec l’apparition de la cavalerie, le pantalon remplace la grande robe des classes nobles[3]. Son usage se généralisera chez les gens du peuple. La cavalerie ne sera jamais très importante (5 000 à 10 000 cavaliers pour les plus puissants royaumes à la veille de l’unification impériale. L’infanterie constitue alors l’essentiel des troupes, comptant des centaines de milliers d’hommes. Il semble, d’après les chiffres très élevés que fournissent les textes, que presque toute la population mâle en âge de porter les armes soit incorporée dans les armées au titre de fantassins. Le royaume de Qin est le premier à avoir institué au IVe siècle un système d’enrôlement obligatoire pour tous les sujets. Au contraire, là où subsistent des mœurs nobles héritées de l’époque des Hégémons, les grands se constituent une milice personnelle.

- 306 av. J.-C. : Antigonos Monophtalmos, qui a imposé son pouvoir sur une partie de la Grèce (par l'intermédiaire de son fils Démétrios Poliorcète), en Asie Mineure et en Syrie puis se proclame roi[4].
- 305-304 av. J.-C. :
  - siège de Rhodes par Démétrios Poliorcète[5].
  - bataille de Bovianum. Fin de la Deuxième guerre samnite[6].
- Vers 303-297 av. J.-C. : Séleucos Ier envoie le géographe Mégasthène en ambassade auprès du roi Chandragupta Maurya à Pataliputra [7]. Celui-ci rédige un rapport détaillé de l’Inde, aujourd’hui perdu, connu partiellement par des citations d’auteurs grecs et latins (Indica), qui constitue la première description de l’Inde par un étranger.

- 301 av. J.-C., guerres des diadoques. Bataille d'Ipsos. Partage de l’empire d’Alexandre en quatre royaumes : Macédoine, Thrace, Syrie et Égypte[8].

## Personnages significatifs
- Agathocle de Syracuse
- Antigone le Borgne
- Cassandre de Macédoine
- Chandragupta Maurya
- Démétrios Ier Poliorcète
- Lysimaque
- Polyperchon
- Ptolémée Ier
- Séleucos Ier